# Mezquita Banya Bashi
La mezquita Banya Bashi (en búlgaro: Баня баши джамия, Banya bashi dzhamiya; en turco: Banya Başı Camii) es una mezquita situada en Sofía, Bulgaria.

## Historia
La construcción del templo se finalizó en el año 1576 durante la ocupación otomana de Bulgaria. 
El nombre proviene de Banya Bashi que significa muchos baños al estar rodeadas de antiguos manantiales de agua mineral termal (al lado se encuentran el edificio de los Baños Minerales).
Se cree que su construcción fue dirigida por el arquitecto imperial Sinan. 
Tiene forma cúbica con tambor octogonal coronado con una cúpula de 15 metros de diámetro. El elemento más destacado de la mezquita es su alminar. Es la única mezquita en funcionamiento de la ciudad, dando servicio a la comunidad musulmana.